# Iclod
Iclod (Duits: Grossikladen, Hongaars: Nagyiklód) is een gemeente in Cluj. Iclod ligt in de regio Transsylvanië, in het westen van Roemenië. De gemeente bestaat uit vijf dorpen;  Fundătura (Szamosjenő), Iclod, Iclozel (Kisiklód), Livada (Dengeleg) en Orman (Ormány).
In 2011 had de gemeente 4.263 inwoners, de Hongaren zijn met 2,28% de belangrijkste minderheid naast de Roma zigeuners met circa 2%.

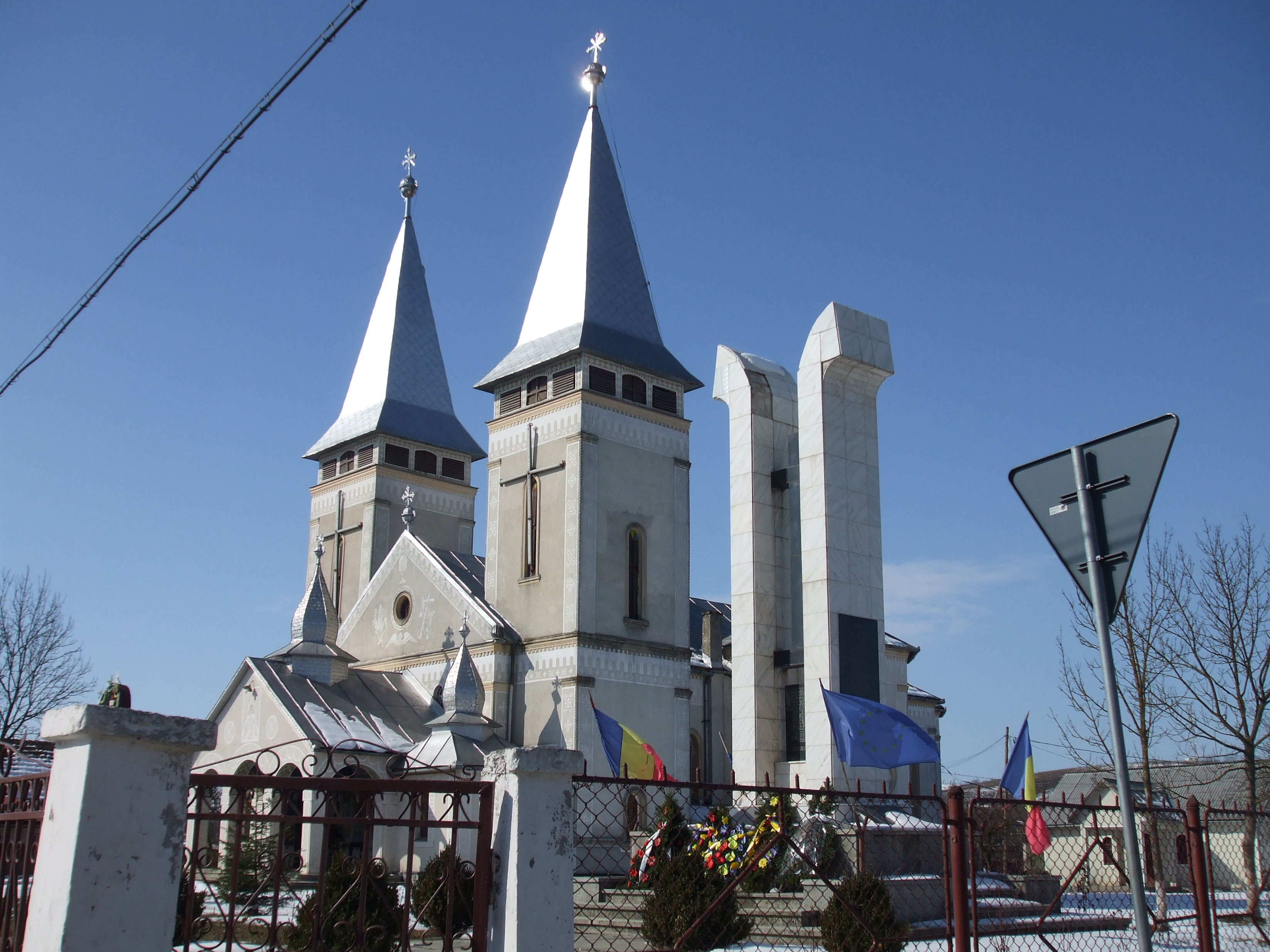

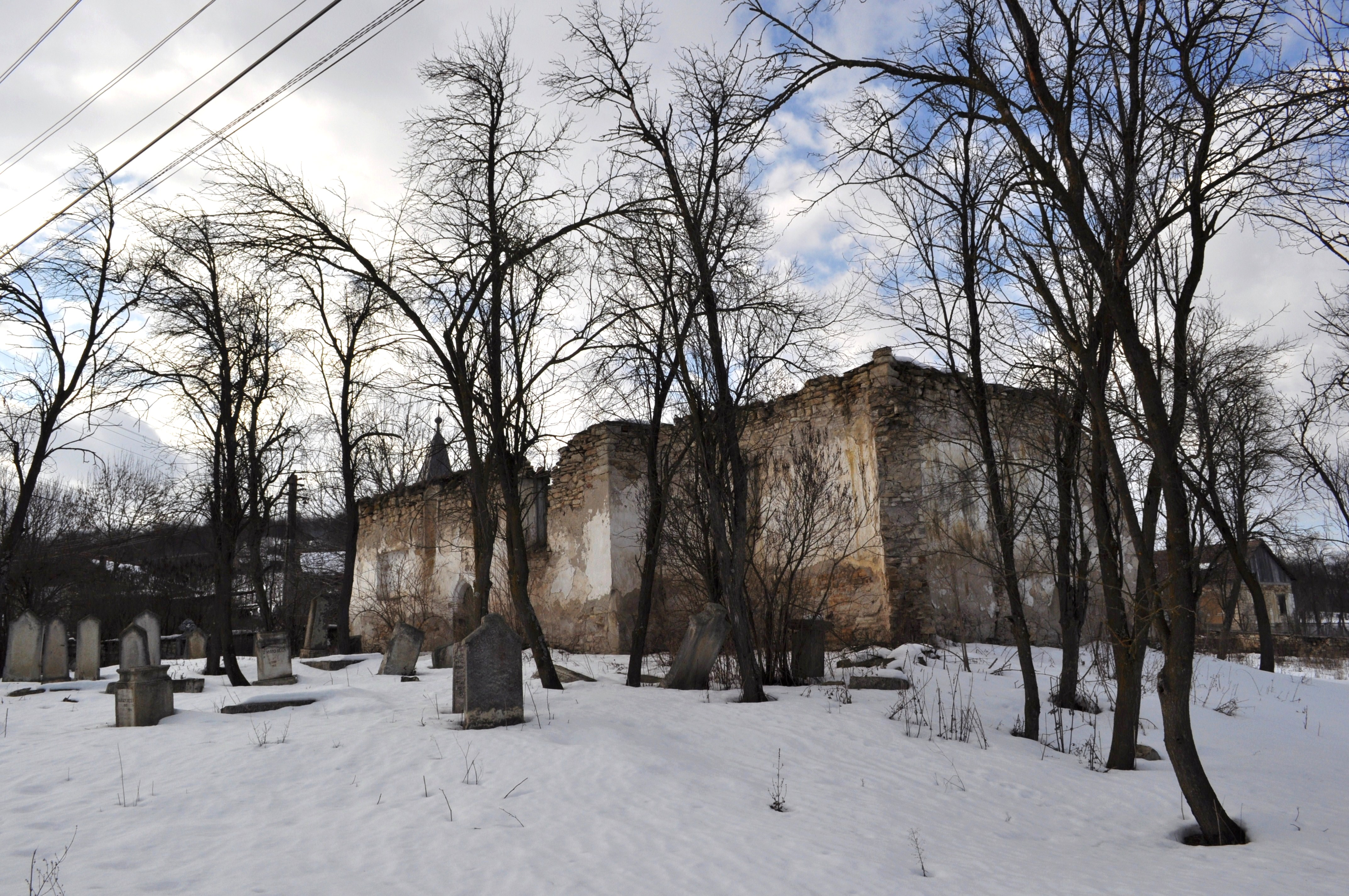
Vervallen Hongaars gereformeerde kerk van Orman

## Voetnoten
1. ↑  (ro) Population as of July 1, 2007. INSSE (4 april 2008). Gearchiveerd op 11 mei 2008. Geraadpleegd op May 4, 2008.

Steden met gemeentestatus: Cluj-Napoca · Turda · Câmpia Turzii · Dej · Gherla

Stad zonder gemeentestatus: Huedin

Gemeenten: Aghireșu · Aiton · Aluniș · Apahida · Așchileu Mare · Baciu · Băișoara · Beliș · Bobâlna · Bonțida · Borșa · Buza · Căianu · Călățele · Cămărașu · Căpușu Mare · Cășeiu · Cătina · Câțcău · Ceanu Mare · Chinteni · Chiuiești · Ciucea · Ciurila · Cojocna · Cornești · Cuzdrioara · Dăbâca · Feleacu · Fizeșu Gherlii · Florești · Frata · Gârbău · Geaca · Gilău · Iara · Iclod · Izvoru Crișului · Jichișu de Jos · Jucu · Luna · Măguri-Răcătău · Mănăstireni · Mărgău · Mărișel · Mica · Mihai Viteazu · Mintiu Gherlii · Mociu · Moldovenești · Negreni · Pălatca · Panticeu · Petreștii de Jos · Ploscoș · Poieni · Râșca · Recea-Cristur · Săcuieu · Săndulești · Săvădisla · Sânncraiu · Sânmartin · Sânpaul · Someșeni · Sic · Suatu · Tritenii de Jos · Tureni · Țaga · Unguraș · Vad · Valea Ierii · Viișoara · Vultureni